# 林肯 (新罕布什爾州普查規定居民點)
林肯（英語：Lincoln）是位於美國新罕布什爾州格拉夫頓縣的普查規定居民點。

## 人口
根據2020年美國人口普查的數據，林肯的面積為7.09平方千米，當中陸地面積為6.97平方千米，而水域面積為0.11平方千米。當地共有人口969人，而人口密度為每平方千米136.67人。